# Egira cognata
Egira cognata är en fjärilsart som beskrevs av Smith 1894. Egira cognata ingår i släktet Egira och familjen nattflyn. Inga underarter finns listade i Catalogue of Life.